# Linhenykus
Genre
Espèce
Linhenykus est un genre de dinosaures théropodes de la famille des Alvarezsauridae. Il vivait au Crétacé supérieur dans ce qui est maintenant la Mongolie-Intérieure, en Chine. Ce genre le plus basal des Parvicursorinae est représenté par une unique espèce, Linhenykus monodactylus.

## Classification
Le cladogramme suivant montre la position phylogénétique de Linhenykus parmi les Alvarezsauridae, suivant l'étude menée par Makovicky, Apesteguía et Gianechini en 2012, lors de la description d'Alnashetri cerropoliciensis :
|  | Albinykus baatar  |
|  |                   |
|  | Xixianykus zhangi |
|  |                   |

|  | Mononykus olecranus |
|  |                     |
|  | Shuvuuia deserti    |
|  |                     |

|  | Albinykus baatar  |
|  |                   |
|  | Xixianykus zhangi |
|  |                   |

|  | Mononykus olecranus |
|  |                     |
|  | Shuvuuia deserti    |
|  |                     |

|  | Albinykus baatar  |
|  |                   |
|  | Xixianykus zhangi |
|  |                   |

|  | Mononykus olecranus |
|  |                     |
|  | Shuvuuia deserti    |
|  |                     |

|  | Albinykus baatar  |
|  |                   |
|  | Xixianykus zhangi |
|  |                   |

|  | Mononykus olecranus |
|  |                     |
|  | Shuvuuia deserti    |
|  |                     |

|  | Albinykus baatar  |
|  |                   |
|  | Xixianykus zhangi |
|  |                   |

|  | Mononykus olecranus |
|  |                     |
|  | Shuvuuia deserti    |
|  |                     |

|  | Albinykus baatar  |
|  |                   |
|  | Xixianykus zhangi |
|  |                   |

|  | Mononykus olecranus |
|  |                     |
|  | Shuvuuia deserti    |
|  |                     |

|  | Albinykus baatar  |
|  |                   |
|  | Xixianykus zhangi |
|  |                   |

|  | Mononykus olecranus |
|  |                     |
|  | Shuvuuia deserti    |
|  |                     |

|  | Albinykus baatar  |
|  |                   |
|  | Xixianykus zhangi |
|  |                   |

|  | Mononykus olecranus |
|  |                     |
|  | Shuvuuia deserti    |
|  |                     |

|  | Albinykus baatar  |
|  |                   |
|  | Xixianykus zhangi |
|  |                   |

|  | Mononykus olecranus |
|  |                     |
|  | Shuvuuia deserti    |
|  |                     |

|  | Albinykus baatar  |
|  |                   |
|  | Xixianykus zhangi |
|  |                   |

|  | Mononykus olecranus |
|  |                     |
|  | Shuvuuia deserti    |
|  |                     |

|  | Albinykus baatar  |
|  |                   |
|  | Xixianykus zhangi |
|  |                   |

|  | Mononykus olecranus |
|  |                     |
|  | Shuvuuia deserti    |
|  |                     |

|  | Albinykus baatar  |
|  |                   |
|  | Xixianykus zhangi |
|  |                   |

|  | Mononykus olecranus |
|  |                     |
|  | Shuvuuia deserti    |
|  |                     |

|  | Albinykus baatar  |
|  |                   |
|  | Xixianykus zhangi |
|  |                   |

|  | Mononykus olecranus |
|  |                     |
|  | Shuvuuia deserti    |
|  |                     |

|  | Albinykus baatar  |
|  |                   |
|  | Xixianykus zhangi |
|  |                   |

|  | Mononykus olecranus |
|  |                     |
|  | Shuvuuia deserti    |
|  |                     |

|  | Albinykus baatar  |
|  |                   |
|  | Xixianykus zhangi |
|  |                   |

|  | Mononykus olecranus |
|  |                     |
|  | Shuvuuia deserti    |
|  |                     |

|  | Albinykus baatar  |
|  |                   |
|  | Xixianykus zhangi |
|  |                   |

|  | Mononykus olecranus |
|  |                     |
|  | Shuvuuia deserti    |
|  |                     |